# Przyłanki
Przyłanki (prononciation [pʂɨˈwaŋki]) est un village de la gmina de Przedbórz, du powiat de Radomsko, dans la voïvodie de Łódź, situé dans le centre de la Pologne.
Il se situe à environ 4 kilomètres (km) au nord-est de Przedbórz (siège de la gmina), 35 kilomètres à l'est de Radomsko (siège du powiat) et 83 kilomètres au sud-est de Łódź (capitale de la voïvodie).

## Administration
De 1975 à 1998, le village était attaché administrativement à l'ancienne voïvodie de Piotrków.

Depuis 1999, il fait partie de la nouvelle voïvodie de Łódź.